# Tracheplexia sylvestris
Tracheplexia sylvestris là một loài bướm đêm trong họ Noctuidae.